# Cenchritis
Cenchritis is een geslacht van weekdieren uit de klasse van de Gastropoda (slakken).

## Soort
- Cenchritis muricatus (Linnaeus, 1758)